# Anthanassa frisia
Anthanassa frisia är en fjärilsart som beskrevs av Felipe Poey 1833. Anthanassa frisia ingår i släktet Anthanassa och familjen praktfjärilar. Inga underarter finns listade i Catalogue of Life.

## Bildgalleri

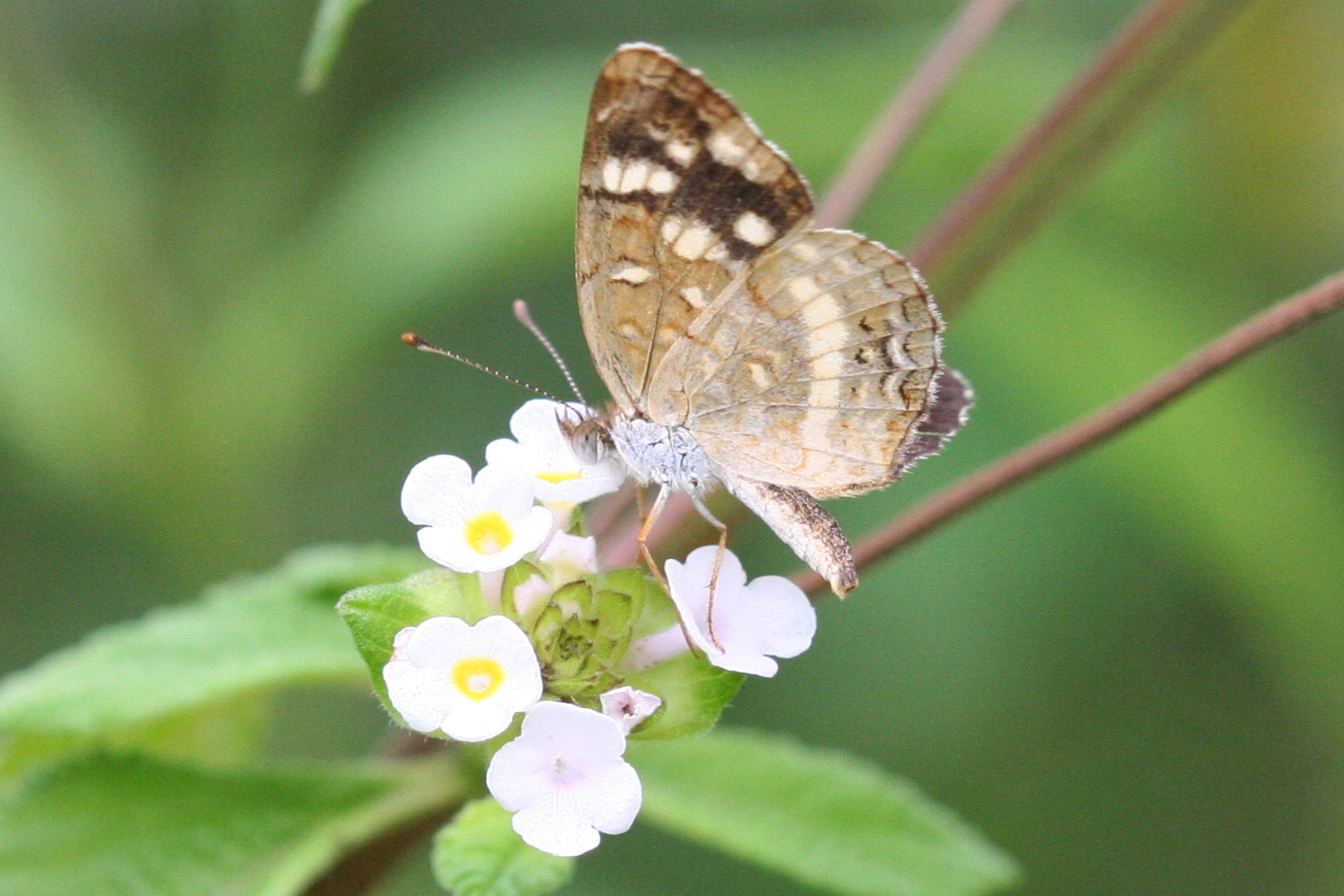
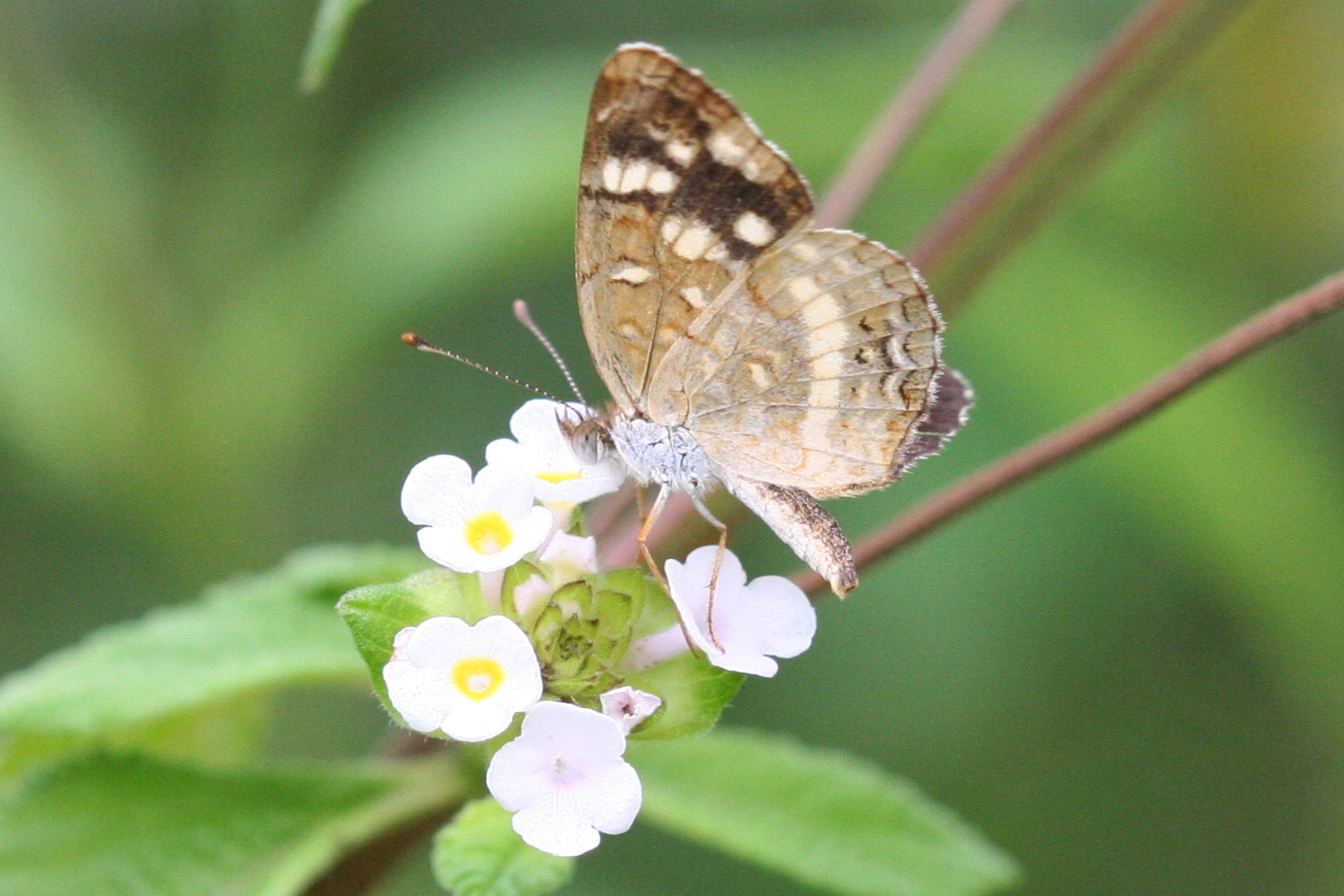